# Falca
|  | Per a altres significats, vegeu <<falca (publicitat)>>, <<falca (música)>> o <<crossa (llenguatge)>> |

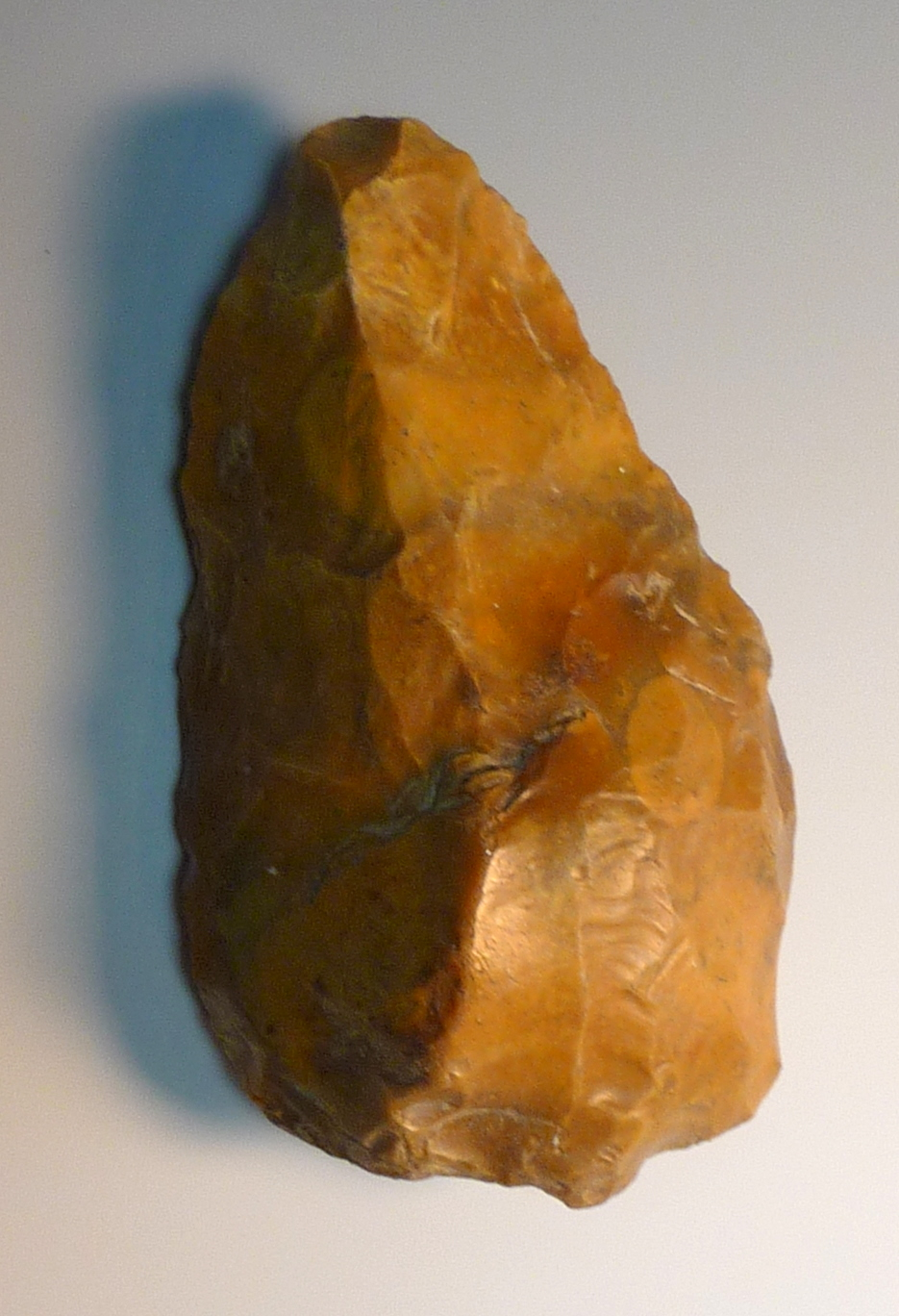
Punta de destral feta per homes primitius, trobada a Winchester (Anglaterra).

La falca, tascó o cuny és una màquina simple consistent en una peça prismàtica de fusta o de metall acabada en angle diedre molt agut. Tècnicament és un doble pla inclinat portàtil. Serveix per a esberlar o dividir cossos sòlids, per a ajustar o estrènyer un amb un altre, per a calçar-los o per a omplir algun badall o buit.
El funcionament de la falca respon al mateix principi que el del pla inclinat. En moure's en la direcció del seu extrem esmolat, el tascó genera grans forces en sentit perpendicular a la direcció del moviment. Aquestes són les forces que s'aprofiten per separar objectes, o per generar fricció i mantenir la falca fixa als objectes amb què està en contacte.
El tascó és una eina que pot tenir diferents formes com: triangular, quadrada, mitja lluna, fulla, entre altres, i és un pla inclinat portàtil, i una de les sis màquines simples clàssiques. Es pot usar per a separar dos objectes o parts d'un, aixecar un objecte o mantenir-lo en el seu lloc. Funciona convertint una força aplicada al seu extrem rom en forces perpendiculars (normals) a les seves superfícies inclinades. L'avantatge mecànic d'un tascó ve donada per la relació entre la longitud del seu pendent i el seu ample.  Encara que un tascó curt amb un angle ampli pot fer una labor més ràpid, requereix més força que un tascó llarg amb un angle estret.

## Història i evolució del tascó
L'home de Cromanyó ja l'emprava sota la forma de destral, ganivet i puntes de llança.
L'origen del tascó és incert, ja que ha estat utilitzat durant més de 9000 anys. A l'antic Egipte s'utilitzaven tascons de bronze a les pedreres per separar els blocs de pedra que després formarien part de les construccions, els tascons eren essencials per al treball de la pedra, especialment en la construcció de piràmides i temples. Per exemple, els obrers usaven falques de fusta que s'expandien en ser mullades amb aigua provocant el trencament de la pedra. per a dividir blocs de granit per a la Gran Piràmide de Gizeh, tal com s'observa en les marques de tascons oposats en les pedreres d'Assuan. A més, els tascons de metall ajudaven a tallar jeroglífics en les superfícies de pedra, mentre que tascons més petits s'utilitzaven en eines com a cisells.
El 3000 a. C. ja s'emprava en les pedreres egípcies per a la separació de grans blocs de pedra i per a extreure fustes dels arbres. També per aquesta època es comença a emprar en forma de serra per a fusta. Cap al 2900 a. C. es comença a emprar en Sumèria sota la forma d'arada de fusta. Cap al 1000 a. C. s'aplica a les tisores per a esquilar ovelles.
A l'antiga Roma, els tascons eren eines vitals en la construcció, la mineria i la fusteria. Els enginyers romans usaven tascons de fusta per a dividir pedres per a estructures monumentals, com el Coliseu, introduint-les en esquerdes per a trencar grans blocs. Els tascons de metall, fetes comunament de ferro, s'utilitzaven en les operacions mineres, particularment per a extreure marbre de pedreres com les de marmol de Carrara, que proveïen material per a temples i escultures. En fusteria, els tascons ajudaven a donar forma a la fusta per a crear portes, vaixells i mobles. A més, els tascons eren crucials en la construcció de màquines de setge com l'ariet, on reforçaven el mecanisme i asseguraven la seva efectivitat per a derrocar murs.
En 1848 és emprada per Linus Yale per a la fabricació de la clau del primer pany de seguretat. Aquesta clau estava dotada de dents de serra amb altures diferents. En 1906 es patenta la cremallera formada per dents que s'enfilen entre si per efecte de dos plans inclinats que els pressionen. Un tascó introduït entre ells permet separar-los.

## Avantatge mecànic

Esquema de forces d'una falca. (Noteu que no estan a escala. Les forces gairebé horitzontals són molt més grans que les del dibuix).

L'avantatge mecànic d'una falca és la longitud de la cara inclinada dividida per l'amplada de la part ample del tascó. Per tant, la fórmula per a una falca seria:
{\displaystyle AM={L \over A}}
on AM és l'avantatge mecànic, L és la longitud de la cara inclinada i A és l'amplada de la falca.
La fórmula anterior ens indica que com més agut sigui l'angle de la falca més avantatge mecànic tindrem. Malgrat això, el fet que algunes falques tinguin angles grans és degut al fet que a alguns materials elàstics, com la fusta, s'agafa més una falca estreta que una ampla. Per exemple, una falca de 10 cm de llarg per 2 cm d'ample té un avantatge mecànic de 5.
Un tascó s'unirà quan l'angle inclòs en el tascó sigui menor que l'arctangent del coeficient de fricció entre el tascó i el material. Per tant, en un material elàstic com la fusta, la fricció pot unir un tascó estret més fàcilment que una ampla. Aquesta és la raó per la qual el cap d'un mall fenedura té un angle molt més ampli que el d'una destral.

## Falques còniques
Una variant de les falques planes (amb dues superfícies planes formant angle) són les falques còniques, basades en la figura d’un con truncat amb les arestes en un angle agut de poca obertura.
Aquest sistema ha estat emprat en clavilles de fusta usades per a servir de taps en forats practicats en recipients. També hi ha aixetes de metall, de fusta i altres materials amb un extrem en forma de falca cònica (perforada parcialment) per a permetre el pas del líquid a voluntat de l’usuari.

## Exemples
Exemples molt clars de falques d'esberlar o dividir són la destral, el cisell i el clau, encara que en general qualsevol ferramenta esmolada, com el ganivet o el tall de les tisores, pot actuar com una falca divisòria.
Un exemple de falca d'estrènyer o calçar seria l'estri de mobiliari en forma de falca que s'ajusta a l'extrem del peu d'una porta oberta per tal que el corrent d'aire no la bellugui. El mateix principi és el que s'aprofita en el cas dels fissurers, també anomenats tascons, emprats en escalada.
La gelivació és un exemple de falca natural que provoca la meteorització de les roques. L'aigua s'introdueix a les petites fissures o esquerdes de les roques, quan es glaça per efecte del fred, augmenta el volum i fa un efecte de falca que eixampla les esquerdes. La repetició d'aquest procés acaba per trencar la roca.

Curiosament, falca també és el nom que rep una peça publicitària radiofònica. És a dir, el que en televisió s'anomena popularment anunci publicitari, en ràdio s'anomena falca publicitària.

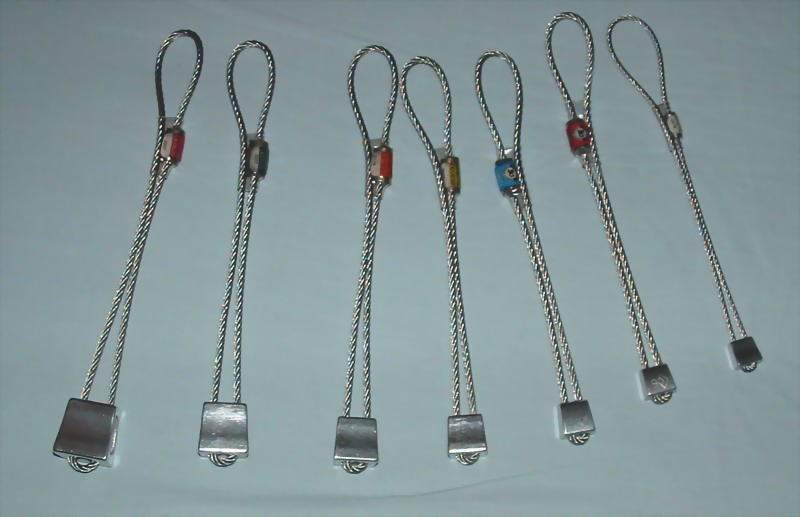
Fissurers d'escalada que s'encasten a les fissures i actuen com una falca d'estrènyer.

|  |  |

## Usos detallats

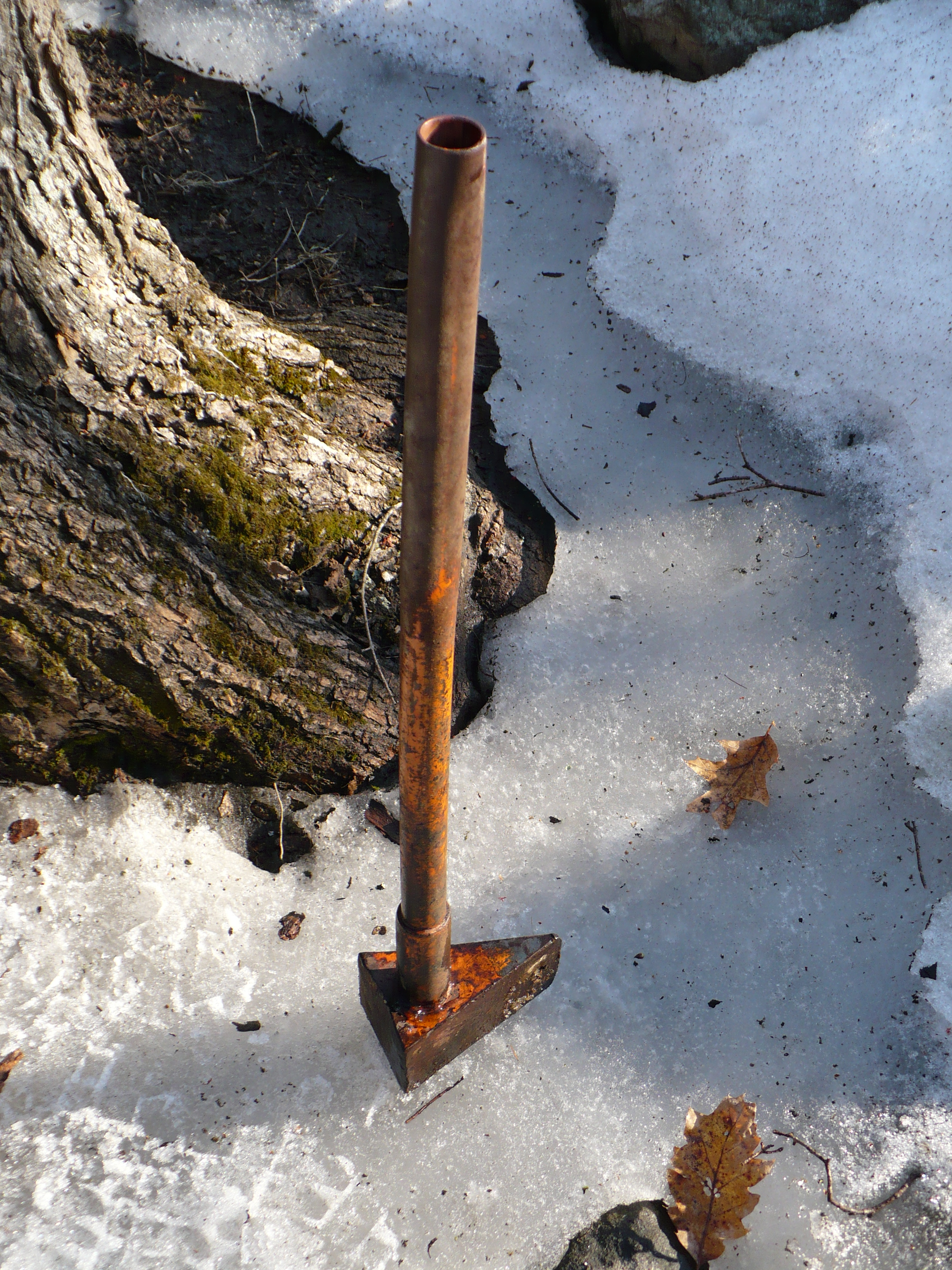
Falca d’asclar amb mànec.

Els tascons s'utilitzen, per exemple, per a aixecar objectes pesats, separant-los de la superfície sobre la qual descansen.
Consideri's un bloc que s'aixecarà amb un tascó. A mesura que el tascó es llisca sota el bloc, el bloc es llisca cap amunt pel costat inclinat d'un tascó. Això aixeca el pes FB del bloc. La força horitzontal FA necessària per a aixecar el bloc s'obté considerant la velocitat del tascó va i la velocitat del bloc vB.  Si s'assumeix que el tascó no dissipa ni emmagatzema energia, llavors la potència en el tascó és igual a la potència de sortida, o
{\displaystyle {\frac {F_{\mathrm {B} }}{F_{\mathrm {A} }}}={\frac {v_{\mathrm {A} }}{v_{\mathrm {B} }}}.}
La velocitat del bloc està relacionada amb la velocitat del tascó pel pendent del costat del tascó. Si l'angle del tascó és α llavors
{\displaystyle v_{\mathrm {B} }=v_{\mathrm {A} }\tan \alpha ,\!}
el que significa que l'avantatge mecànic
{\displaystyle MA={\frac {F_{\mathrm {B} }}{F_{\mathrm {A} }}}={\frac {1}{\tan \alpha }}.}
Per tant, quant menor sigui l'angle α, major serà la relació entre la força d'elevació i la força aplicada sobre el tascó. Aquesta és l'avantatge mecànic del tascó. Aquesta fórmula d'avantatge mecànic s'aplica a les operacions de tall i divisió, així com a l'elevació.
També es poden utilitzar per a separar objectes, com a blocs de pedra tallada. Els malls i els tascons s'utilitzen per a partir la fusta al llarg de la veta. Un tascó estret amb un con relativament llarg que s'usa per a ajustar amb precisió la distància entre dos objectes es diu calci i s'usa comunament en fusteria.

### Estellar llenya
Quan els troncs de llenya són de grans dimensions són difícils de manipular o d’emprar directament. Sigui en fogueres a l’aire lliure, en llars de foc o en estufes i aparells similars. Una pràctica molt antiga és el procés d’estellar o asclar una peça grossa de llenya mitjançant un tascó de ferro: inserint-lo primer en una esquerda i colpejant-lo després amb un mall fins que la fusta s'esberli. El conjunt de mall i falca pot ser substituït per una destral normal o una destral d’esberlar (amb un angle menys agut). Hi ha una mena de falques amb mànec, robustes i pesants, d’aspecte semblant a una destral i molt adequades en certs tipus de llenyes.
Les puntes de les forquetes i els claus també són tascons, ja que parteixen i separen el material en el qual s'introdueixen o claven; les peces que uneixen poden llavors mantenir-se fermes a causa de la fricció.

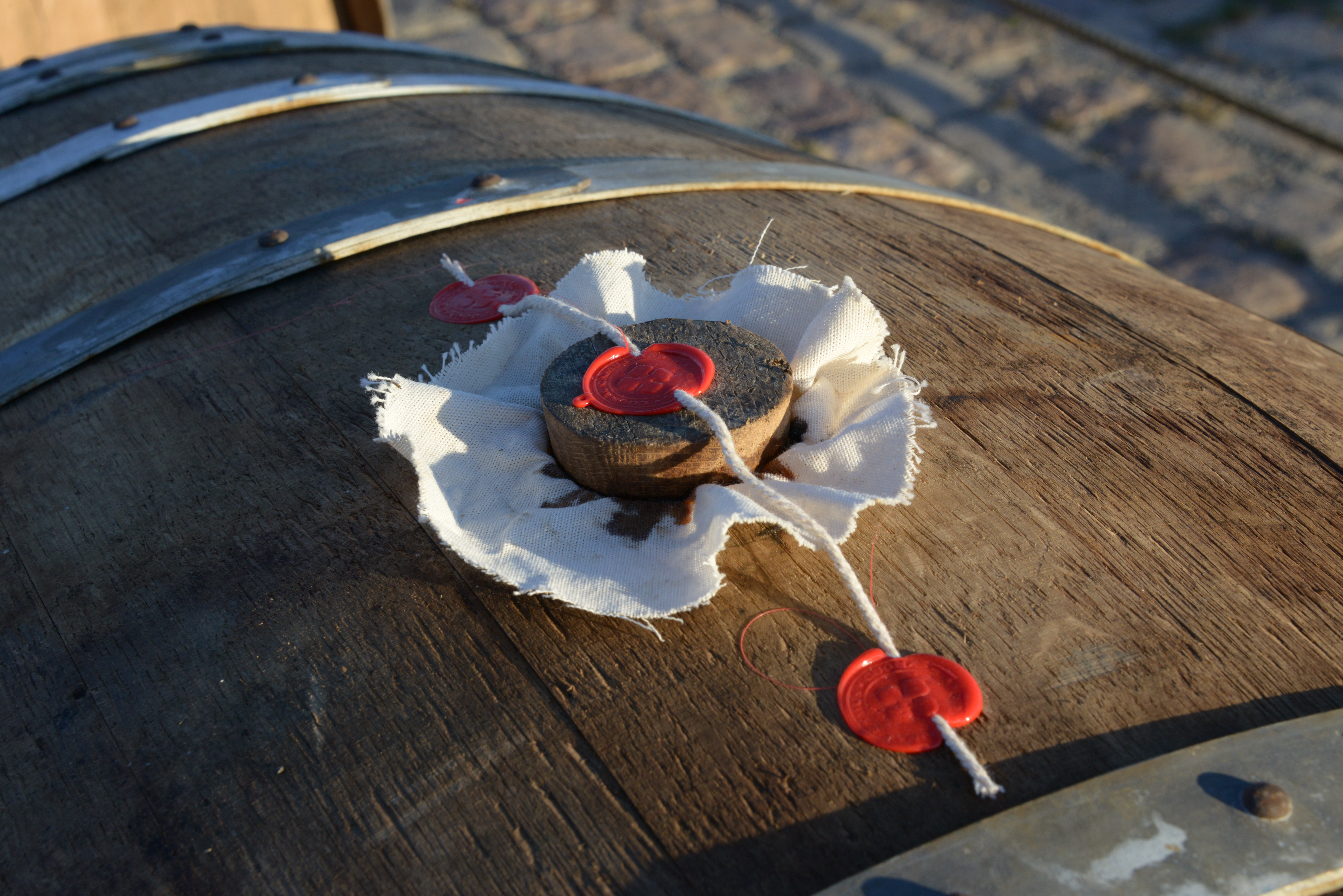
Tap cònic per a botes de conyac.

### Taps
Les falques còniques han estat usades com a taps en forats cilíndrics o cònics practicats en recipients de tota mena: ampolles, botes, bucs de vaixells, flascons de vidre o altres.

#### Aigua interior en barques
La construcció tradicional de fusta determina que l'interior del buc d'una barca no sigui llis com l'exterior. El costellam provoca unes divisions que, si fossin estanques, podrien provocar acumulacions d'aigua difícils d'evacuar. La solució emprada consisteix en unes petites escletxes, els llibis, disposades a la part inferior dels medissos i que permeten el pas de l'aigua cap al punt de recollida. Aquest punt de recollida és anomenat dui i està tapat amb un tascó cònic de fusta o un tap de suro.
Un cop la barca a la platja, l'aigua residual que no ha pogut ser esgotada a mar amb la sàssola, es fa sortir enretirant el tap del dui. Aquesta operació s'anomenava “fer pixar la barca”.

#### Forats al buc d’un vaixell

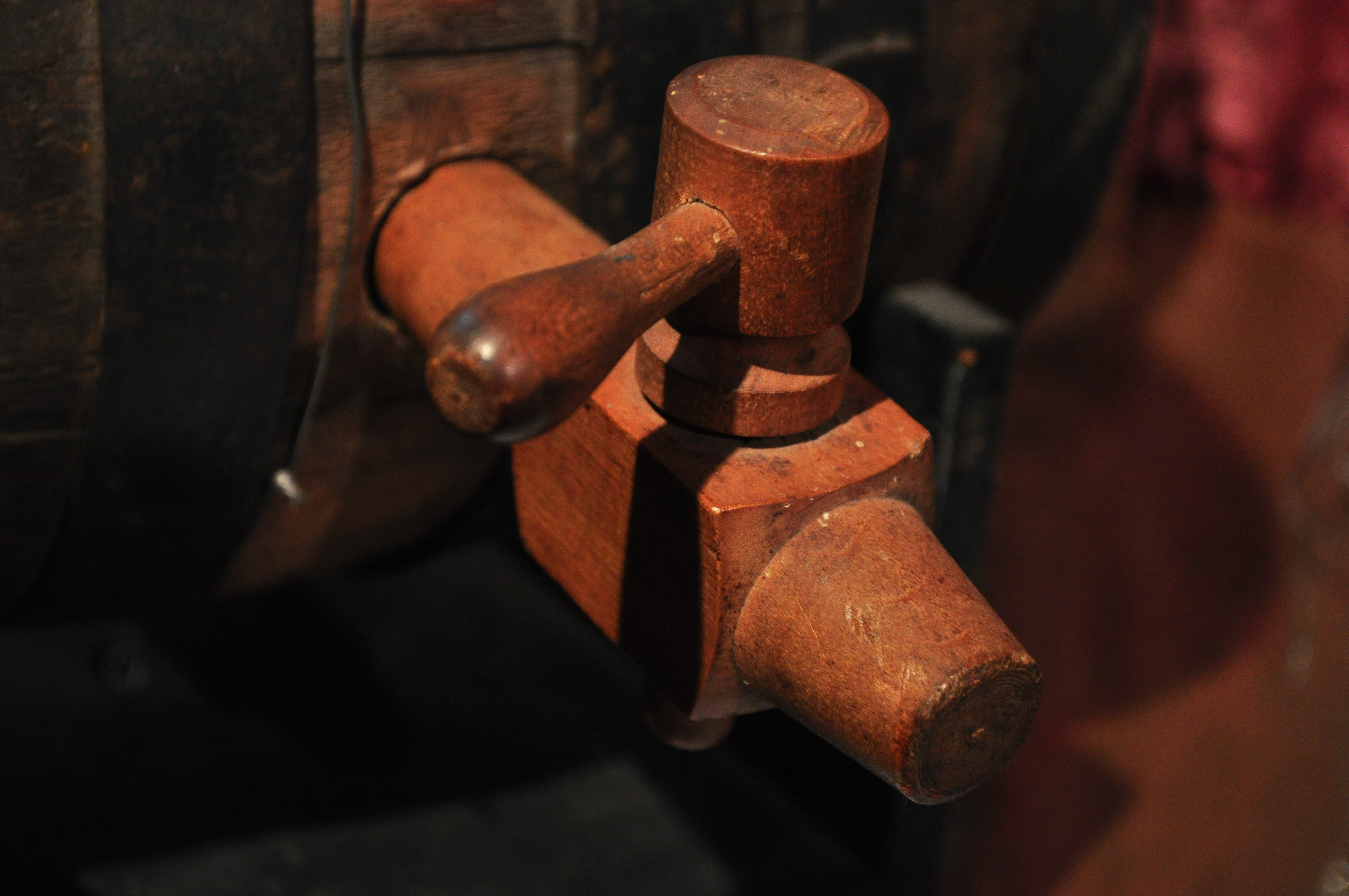
Aixeta de fusta per a botes

Qualsevol forat en l’obra viva del buc, per petit que sigui, és molt perillós. Una pràctica centenària consisteix en tapar el forat amb una falca cònica de fusta des de dins del vaixell. Hi ha moltes referències que aconsellen que cal disposar d’un assortit de falques de diferents dimensions preparades per a tapar ràpidament una possible via d’aigua.

### Aixetes
Les aixetes amb obturador cònic giratori foren conegudes des de l’Antiga Roma i encara són emprades actualment. En les botes de vi consten d’una part cònica fixa (integrada en el cos de l’aixeta, que permet inserir-les a la bota) i d’un obturador cònic.

## Ús en pedreres de marbre
Els tascons són una eina essencial en les pedreres de marbre, utilitzades per a dividir grans blocs de marbre de la roca circumdant.Les tècniques de tascó i ploma s'han utilitzat des de temps antics i van ser essencials en l'extracció històrica, contribuint a la construcció de nombrosos monuments i estructures històriques.

###### Mètode tradicional
- Es perforen forats en línia al llarg del pla desitjat de separació. Els forats solen estar espaiats a pocs centímetres de distància.
- Cada forat s'omple amb un conjunt de tascons i plomes. Les plomes són dues peces primes i planes de metall que encaixen en el forat amb el tascó col·locat entre elles.
- Les falques es martellegen seqüencialment al llarg de la línia de forats. A mesura que les falques es claven més profund, exerceixen pressió cap a fora sobre les plomes.
- La pressió dels tascons fa que el marbre es trenqui al llarg de la línia de forats, permetent que un gran bloc se separi del llit de roca. Aquest mètode cal i ajuda a minimitzar el desaprofitament.[26]

###### Mètode modern
Encara que els mètodes tradicionals encara s'utilitzen, la tecnologia moderna ha introduït eines i tècniques més eficients, com ara:
- Tascons hidràulics: aquestes són tascons motoritzats que poden exercir major força i precisió, reduint el temps i l'esforç requerits.
- Cort amb cable: els cables de diamant es poden usar per a tallar el marbre amb alta precisió, i els tascons a vegades s'utilitzen juntament amb aquests cables per a ajudar a dividir els blocs després dels talls inicials.

###### Avantatges d'usar tascons
- Precisió: permet un control precís sobre la direcció i forma de la divisió.
- Desaprofitament mínim: Ajuda a minimitzar el desaprofitament del valuós marbre en crear ruptures netes.
- Econòmic: un mètode relativament de baix cost en comparació amb altres tècniques de tall mecànic.[27]

###### Consideracions de seguretat
- Entrenament adequat: els treballadors han d'estar capacitats en l'ús correcte dels tascons per a evitar accidents.
- Equip de protecció: S'han d'usar equips de seguretat com a guants, ulleres i cascos per a protegir-se contra enderrocs voladors i accidents en picar amb el martell.